# Medaille ter Herinnering aan de Achthonderdste Verjaardag van Moskou
De Medaille ter Herinnering aan de Achthonderdste Verjaardag van Moskou (Russisch: "Медаль "В память 800-летия Москвы"") was een onderscheiding van de Sovjet-Unie. De medaille werd op 20 september 1947 ingesteld door het Presidium van de Opperste Sovjet. Moskou werd in het jaar 1147 voor het eerst genoemd in een brief van de Prins van Novhorod-Siversky.
De medaille werd aan grote aantallen inwoners van Moskou uitgereikt. Onder andere aan arbeiders, technici, medewerkers van industrieën, medewerkers in de transportsector, onderwijzers, kunstenaars, de bureaucraten van partij, vakbond, jeugdbond (Komsomol) en staat die zich voor het herstel van de oorlogsschade hadden ingesteld. Ook huisvrouwen die actief aan het verbeteren van de stad, de kinderopvang en de scholen hadden meegewerkt en medewerkers van academische en culturele instituten kwamen voor de medaille in aanmerking. Men moest vijf jaar in of vlak bij Moskou hebben gewoond. Zo werden 1.733.400 medailles verleend.
De ronde medaille is van koper en heeft een diameter van 37 millimeter. Op de voorzijde is een geïdealiseerd portret van een gehelmde Joeri Dolgoroeki afgebeeld met het rondschrift "Основатель Москвы Юрий Долгорукий" oftewel "de stichter van Moskou".
Op de keerzijde is het Kremlin afgebeeld tussen de jaartallen "1147" en "1947". Het rondschrift luidt "В память 800-летия Москвы".
De medaille wordt op de linkerborst gedragen aan een groen, wit en rood verticaal gestreept vijfhoekig gevouwen lint De verdeling is wit 1 mm, groen 11 mm, wit 3 mm, rood 1 mm, wit 1 mm, rood 1 mm, wit 3 mm, rood 2 mm en wit 1 mm.
De medaille wordt op de linkerborst gedragen. Op een dagelijks uniform mag men een baton in de kleuren van het lint dragen.
Op 7 september 2010 werd deze medaille in een Presidentieel Decreet van de lijst van onderscheidingen van de Russische Federatie geschrapt. Men mag de medaille nog wel dragen.